# Todesfall Tanja Gräff
Der Todesfall Tanja Gräff beschäftigte, zunächst als Vermisstenfall, jahrelang die deutsche Öffentlichkeit. Die deutsche Studentin Tanja Gräff (* 23. Dezember 1985 in Trier; † mutmaßlich 7. Juni 2007 ebenda) galt nach ihrem überraschenden Verschwinden am frühen Morgen des 7. Juni 2007 nach einem Sommerfest der Fachhochschule Trier jahrelang als vermisst. Am 11. Mai 2015 wurden ihre sterblichen Überreste in Trier-Pallien unweit des Hochschulgeländes unterhalb des „Roten Felsens“ gefunden. Die Ermittlungen ergaben keine Hinweise auf ein Gewaltverbrechen, sodass von einem Unfall (Klippensturz) ausgegangen wurde. Das Ermittlungsverfahren wurde im Juni 2017 eingestellt.

## Rekonstruktion der Ereignisse in der Nacht ihres Verschwindens
Am späten Abend des 6. Juni 2007 besuchte die Lehramtsstudentin Tanja Gräff mit befreundeten Kommilitonen ein jährlich stattfindendes Sommerfest auf dem Gelände der FH Trier. Unter geschätzt 10.000 Besuchern verloren sich die Freunde nach und nach aus den Augen. Gegen 3:30 Uhr wurde Gräff von einem Bekannten in der Nähe der Bühne gesehen, der sie fragte, ob sie sich mit ihm auf den Heimweg machen wolle. Ein unbekannter, etwa 1,80 Meter großer Mann soll sich plötzlich eingemischt haben, mit der Aufforderung, der Bekannte solle „Tanja in Ruhe“ lassen. Da Gräff nach Aussage des Freundes den Mann anscheinend kannte, brach er kurz darauf ohne sie auf.
Gegen 4 Uhr wurde sie auf dem Parkplatz der FH von mehreren Zeugen gesehen. Diese berichteten übereinstimmend, dass sich Tanja Gräff telefonisch mit einem Bekannten in der Innenstadt verabredet habe. Anschließend soll sie in die Runde gefragt haben, wie man um diese Zeit noch zum Nikolaus-Koch-Platz in der Innenstadt von Trier komme. Auch diesen Personen fiel nichts Ungewöhnliches am Verhalten Tanjas auf; sie soll gut gelaunt gewesen sein. Zeugen erinnern sich, dass hinter Tanja zwei junge Männer standen, von denen einer näher beschrieben werden konnte.
Um 4:13 Uhr telefonierte Tanja Gräff vom FH-Gelände aus zum letzten Mal mit ihrem Bekannten in der Innenstadt. Danach verlor sich ihre Spur – am Nikolaus-Koch-Platz kam sie nie an.

## Hinweise
Ein Ohrenzeuge sagte aus, in seiner Wohnung nahe dem Parkplatz bei der Talstation der stillgelegten Trierer Kabinenbahn um 4:30 Uhr von einem lauten, panischen Frauenschrei geweckt worden zu sein. Die Sachverständigen der Kripo Trier stellten allerdings 2015 in einem phonetischen Gutachten fest, dass selbst ein lauter Schrei an der Absturzstelle am roten Felsen in der Nähe der Fachhochschule von dem Zeugen nicht zu hören gewesen wäre. Der Zeuge widersprach in einer Dokumentation, er habe die Schreie bei dem Experiment „sehr wohl“ gehört. Siehe dazu unten.
Eine Gruppe weiterer Zeugen gab an, zwischen 5 Uhr und 5:30 Uhr auf einem Fußweg eine Frau, die Tanja Gräff ähnelte, mit einem Mann streiten gesehen zu haben. Zu dieser Zeit hat ein Veranstaltungshelfer, der gerade Sperrzäune abbaute, an einer anderen Stelle des Geländes etwas Ähnliches mitverfolgt: Er sagte aus, einen Streit zwischen einer Frau, die ebenfalls Tanja Gräff gewesen sein könnte, und einem dunkelhaarigen Mann beobachtet zu haben. Der Mann habe demnach auf die Frau eingeredet, während diese sich verwahrt haben soll, er solle sie „nicht anpacken“, sie wolle „nur noch nach Hause“. Eine Gruppe Jugendlicher, die sich in der Nähe aufhielt, sei dann auf den Streit aufmerksam geworden. Zwei Männer der Gruppe seien zu dem Paar gegangen, woraufhin sich der Mann entfernt haben soll. Etwa 10 Minuten später will der Veranstaltungshelfer durch das heruntergekurbelte Beifahrerfenster am Steuer eines blauen Peugeot 307 den Mann das Gelände verlassen haben sehen. Das Kennzeichen bestand gemäß der Aussage des Zeugen aus schwarzen Ziffern auf gelbem Grund.

## Fahndung
Nachdem Tanja Gräff zwei Tage lang verschwunden geblieben war, leitete die Polizei eine Großfahndung ein. Ein freiwilliges Wegbleiben oder gar Suizid galten von Beginn an als unwahrscheinlich, da Tanja Gräff als sehr zuverlässig galt, in sozial stabilen Verhältnissen lebte und konkrete Pläne für ihre Zukunft hatte. Soweit bekannt, führte Gräff außer ihrer weißen Umhängetasche, ihrem Handy und etwas Bargeld nichts mit. Mehrmals wurden das gesamte umliegende Gebiet sowie angrenzende Abschnitte der Mosel und mehrere Baggerseen gründlich durchsucht, ohne Hinweise auf das Schicksal der verschwundenen jungen Frau  zu finden. Tanjas Freunde und ihre Eltern wandten sich an die Medien und traten in verschiedenen TV-Sendungen auf. Die Beamten werteten mehr als 6.000 Fotos aus, die auf der FH-Party entstanden waren – jedoch konnte Tanja Gräff auf keinem der Bilder eindeutig identifiziert werden. Die Überprüfung ihres Laptops ergab ebenfalls keine Hinweise. Tanjas Handy wurde letztmals an jenem 7. Juni 2007 um 4:13 Uhr auf dem FH-Gelände einer Funkzelle zugeordnet, als sie mit ihrem Bekannten in der Innenstadt telefonierte; seitdem war es vermutlich abgeschaltet und wurde im Mai 2015 zusammen mit den sterblichen Überresten Gräffs gefunden. Der Fahrer des blauen Peugeot wurde nie identifiziert; auch eine Gruppe möglicher Zeugen, die seinerzeit vom Bauzaunhelfer beobachtet worden war, konnte die Polizei nie namentlich ermitteln.
Mangels neuer Spuren löste man die Sonderkommission FH der Polizei im Januar 2009 auf. Von Herbst 2010 bis November 2011 befasste sich nochmals eine dreiköpfige Ermittlergruppe mit dem Fall. Der aufgekommene Verdacht, der belgische Serienmörder Ronald Janssen könnte etwas mit dem Fall Tanja Gräff zu tun haben, erhärtete sich nicht. Ein Zeuge berichtete, am 9. Juni 2007 – zwei Tage nach dem Verschwinden  – gegen Mitternacht in Homburg einen Mann beobachtet zu haben, der eine wimmernde Frau auf seinen Schultern zu einem weißen Peugeot Kombi trug. Auch hier ergaben sich keine weiteren Anhaltspunkte. Eine Vorstellung des Falls in Aktenzeichen XY … ungelöst Spezial Wo ist mein Kind? am 30. März 2011 lieferte keine neuen Erkenntnisse. Aufgrund eher vager Aussagen der in der Tatnacht überwiegend alkoholisierten Zeugen konnte bislang kein Fahndungsbild gefertigt werden.
Am 27. Januar 2015 erhob ein pensionierter Kriminalbeamter des Polizeipräsidiums Trier und ehemaliges Mitglied der im Fall ermittelnden Soko schwere Vorwürfe gegen Polizei und Staatsanwaltschaft: Viele Einzelfragen seien nach wie vor ungeklärt. So seien Spuren und Ansätze sowohl mit Blick auf die Kabinenbahn als auch auf Tanja Gräffs erweiterten Bekanntenkreis unzureichend durchleuchtet worden. Die Verantwortlichen hätten wichtige Ermittlungen mindestens vier Jahre lang verzögert oder gar blockiert.
Für Hinweise, die zur Klärung des Falles führen sollten, war eine Belohnung von 30.000 Euro ausgesetzt.

## Fund der sterblichen Überreste und weitere Polizeiarbeit

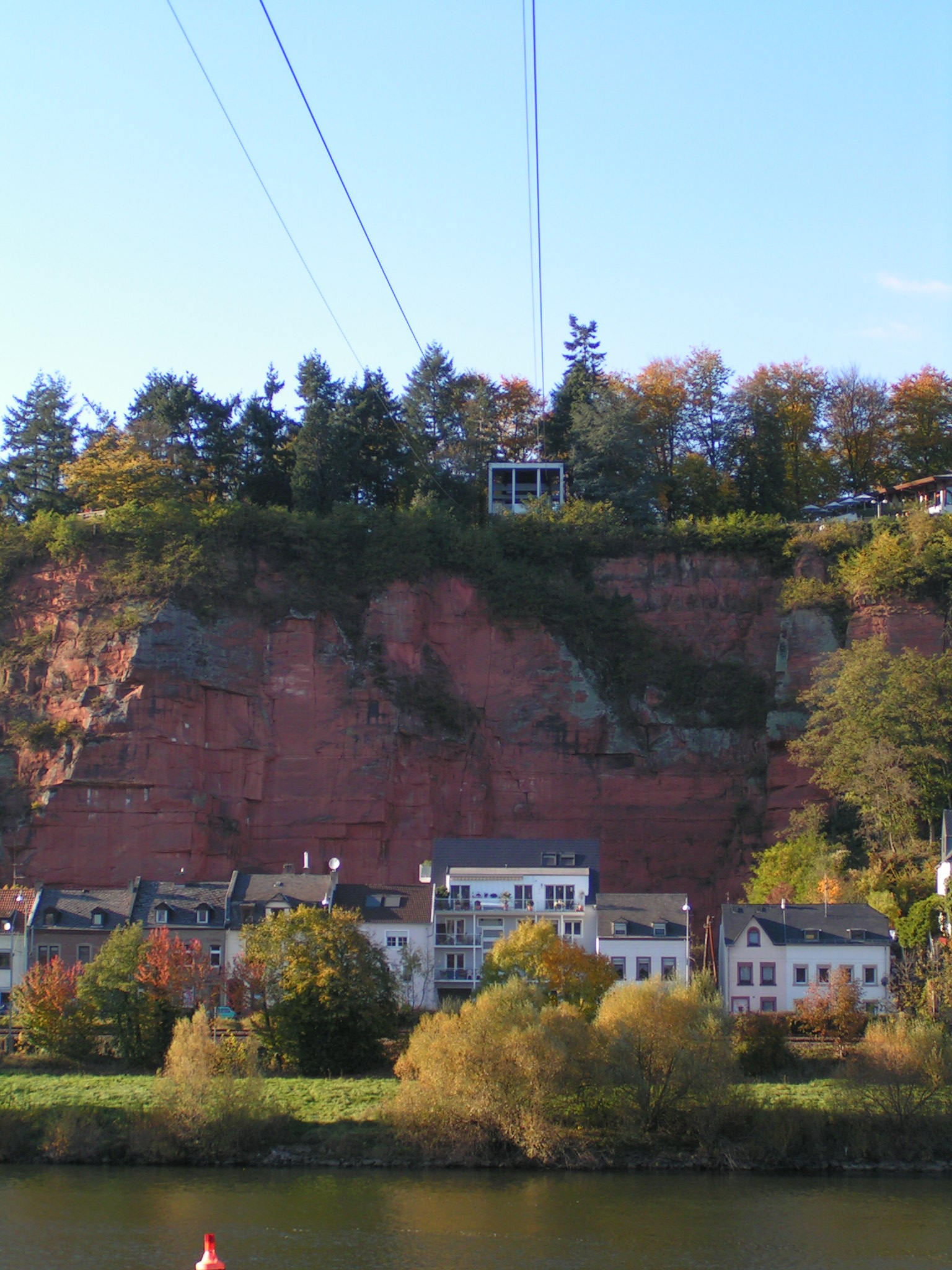
Oberhalb dieser knapp 50 Meter hohen Felskante aus Buntsandstein liegt die Hochschule Trier. Der Fundort liegt ca. 400 Meter rechts der Aufnahme in dem schwer zugänglichen Gelände am Fuß der Felswand. Die Kabinenbahn existiert heute nicht mehr.

Bei Rodungsarbeiten auf einem schwer zugänglichen Gelände am Fuß der dort fast 50 Meter hohen Felswand in Trier-Pallien  wurden am 11. Mai 2015 Gräffs sterbliche Überreste, ihr Studentenausweis sowie Bekleidung, Schmuckstücke und ein Handy gefunden. Am 12. Mai 2015 bestätigten Polizei und Staatsanwaltschaft in einer Pressekonferenz offiziell, dass es sich bei der Leiche um die vermisste Tanja Gräff handelt. Die Identifizierung war zunächst anhand des Gebisses gelungen; später bestätigte eine DNA-Untersuchung dieses Ergebnis.
In der Öffentlichkeit kam nach dem Fund Kritik an der damaligen Suchaktion der Polizei auf. Polizeisprecher und die Trierer Staatsanwaltschaft verwiesen auf das bis vor kurzem mit Bäumen und Gestrüpp völlig zugewachsene und daher selbst für Suchhunde absolut unzugängliche, mit Schwarzdorn und Brombeeren überwucherte Gelände. Zudem sei der Einsatz von Wärmebildkameras wegen eines von der Sommersonne stark aufgeheizten Dachs in der Nähe nicht möglich gewesen. Außerdem ist die Studentin nach rund 30 Metern Sturz in einer Höhe von 20 Metern über Grund in einer Astgabel hängen geblieben und ihre Leiche erst durch fortschreitenden Zerfall zu Boden gefallen, sodass fraglich erscheint, ob unterhalb suchende Spürhunde sie überhaupt gefunden hätten.
Im Juni 2015 führte man am Fundort Versuche durch, die klären sollten, ob ein in der fraglichen Nacht gehörter Schrei von dort ausgegangen sein könnte. Auch ein Sturz vom Felsen wurde mit Hilfe von Dummys simuliert, um Vergleichsdaten zu erhalten.
Die Ergebnisse der Untersuchungen wurden am 9. Juli 2015 auf einer Pressekonferenz vorgestellt. Demnach stammen alle Verletzungen, die am Skelett festgestellt wurden, vom Sturz; Spuren einer vorherigen Gewalteinwirkung fand man nicht. Durch die Experimente konnte man auch die wahrscheinliche Absturzstelle ermitteln. Die steil abfallende Böschung macht es unwahrscheinlich, dass Tanja Gräff gestoßen oder geworfen wurde, da eine zweite Person aller Wahrscheinlichkeit nach mit abgestürzt wäre. Auch ihre Verletzungen legen nahe, dass Tanja Gräff auf dem abschüssigen Gelände ins Rutschen geriet und nicht bereits tot oder bewusstlos hinuntergeworfen wurde. Eine Beteiligung weiterer Personen kann allerdings nicht ausgeschlossen werden. Es zeigte sich, dass die Studentin spätestens nach ungefähr fünf Meter freiem Fall beim Aufprall auf einen Felsvorsprung sofort tödliche Verletzungen erlitten haben muss und sie schon beim Aufprall in der Astgabel nicht mehr gelebt haben dürfte.
Die Untersuchung der Armbanduhr und der weiteren bei der Leiche gefundenen Gegenstände lieferte keine neuen Ergebnisse. Das stark beschädigte Handy auszuwerten erwies sich als sehr schwierig; erst im November 2015 konnten Daten gesichert werden.
Am 23. Juli 2015 wurde Tanja Gräff im Grab ihres 2013 verstorbenen Vaters beigesetzt.
In einem am 15. Oktober 2015 ausgestrahlten Dokumentarfilm kritisierten Tanja Gräffs Mutter und ihr Anwalt die Ermittlungsbehörden abermals: Aus ihrer Sicht gab es neben Versäumnissen bei den Ermittlungen erhebliche Defizite bei der Kommunikation mit den Angehörigen. Zudem verwiesen sie auf die Aussagen von (nicht selbst im Film auftretenden) Zeugen, die Polizei und Staatsanwaltschaft widersprachen. So bekräftigte der Ohrenzeuge gegenüber den Dokumentarfilmern:

„Bei dem Experiment habe ich sehr wohl Schreie gehört und ein Schrei kam dem in meiner Erinnerung sehr nahe. Ich wundere mich, dass die Polizei sagt, die Schreie seien nicht zu hören gewesen. Ich fühl mich da überhaupt nicht ernst genommen.“

Allerdings geht aus dem Film nicht hervor, welche im Rahmen des Experiments abgegebenen Schreie der Ohrenzeuge gehört hat, ob es sich um tatsächlich von der Absturzstelle aus abgegebene handelte oder um andere, die zu Vergleichszwecken von anderen Stellen aus kamen.
Im Mai 2016 wurde bekannt, dass einige Stunden vor Tanja Gräff ein junger Mann, der ebenfalls das Sommerfest besucht hatte, etwa einen Kilometer entfernt von der späteren Fundstelle abgestürzt war. Er verletzte sich dabei schwer und lag längere Zeit im Koma. Seine Angehörigen hatten sich seinerzeit bei der Polizei gemeldet; diese schließt jedoch aufgrund der zeitlichen Distanz von mehr als drei Stunden zwischen dem Unfall des jungen Mannes und dem späteren, letzten Telefonat von Tanja Gräff einen Zusammenhang aus.
Am 28. Juni 2017 stellte die Staatsanwaltschaft Trier die Ermittlungen ein: diese hätten keinen belastbaren Hinweis für ein Fremdverschulden ergeben; weitere Ansätze gebe es nicht. Der Rechtsanwalt der Familie kritisierte die Einstellung, verzichtete jedoch auf eine förmliche Beschwerde.
Gegen den pensionierten Kriminalbeamten, der sich in einem Leserbrief kritisch über die Arbeit seiner ehemaligen Kollegen im Fall Tanja Gräff geäußert hatte und gemeinsam mit den Angehörigen von Tanja Gräff und ihrem Anwalt aufgetreten war, leitete im Juli 2017 die Staatsanwaltschaft Koblenz Ermittlungen ein. Es ging um die Frage, ob er Dienstgeheimnisse an die Presse weitergegeben hat. Dieses Verfahren wurde 2020 gegen Zahlung von 3000 Euro eingestellt.

## Psychologisches Gutachten
Erst nach dem Fund der sterblichen Überreste Gräffs wurde bekannt, dass die eingesetzte Sonderkommission der Polizei bereits zu Beginn der Ermittlungen eine Psychologin des LKA Mainz mit einem Gutachten der Verstorbenen beauftragt hatte. Dieses war zu dem Schluss gekommen, dass Gräff am Abend ihres Verschwindens gehofft hatte, einem jungen Mann aus ihrem Freundeskreis, für den sie sich interessiert hatte, näherzukommen. Diese Hoffnung habe sich nicht erfüllt. Daher sei Gräff möglicherweise gekränkt und in einem psychisch labilen Zustand gewesen und habe angetrunken nach einem Ort gesucht, wo sie allein sein konnte. So habe sie sich in der Nacht allein auf den Weg durch den Wald zum Roten Felsen gemacht. Durch ihre Trunkenheit habe sie mutmaßlich die dort drohende Gefahr unterschätzt und sei durch einen Fehltritt abgestürzt. Auch eine gewollte Selbsttötung sei aufgrund ihrer damaligen seelischen Ausnahmesituation nicht auszuschließen.
Der leitende Staatsanwalt Peter Fritzen kommentierte in seiner abschließenden Pressekonferenz, das Gutachten zeige eine mögliche Erklärung dafür auf, warum Gräff in der Nacht am Roten Felsen war, es sei jedoch kein Beweis. Die Absturzstelle sei mit einem 1,20 Meter hohen Sperrzaun geschützt – jenseits des Zauns verlaufe aber ein Trampelpfad, der darauf hindeute, dass sich offenbar immer wieder Menschen dort absichtlich oder versehentlich hinbegeben. Die Polizei nehme nach Würdigung aller Indizien und Umstände abschließend einen Unfall als Absturzursache an.

## Rezeption

### Geplante Theaterinszenierung
Das Theater Trier gab im Mai 2016 bekannt, im Jahr 2017 ein Stück aufzuführen, das sich, ausgehend vom Fall Tanja Gräff, mit der Frage nach dem Umgang mit einem solchen Fall in Medien und Gesellschaft befassen sollte. Das Stück wurde jedoch wieder vom Spielplan genommen. Grund dafür war das fehlende Einverständnis der Mutter des Opfers für ein solches Stück, das die Verantwortlichen des Theaters aber als Voraussetzung für eine Inszenierung betrachteten. Kritik entzündete sich an der Kommunikation des Theaters: Obwohl keine Einverständniserklärung der Mutter vorlag, sondern diese auf eine E-Mail, mit der sie über die Pläne informiert wurde, nicht geantwortet hatte, verkündete der Leiter der Sparte Schauspiel, Ulf Frötzschner, die Inszenierung für 2017 auf einer Pressekonferenz und gab an, die Mutter sei involviert. Am 31. Mai 2016 wurde Frötzschner deswegen entlassen. Später entschied ein Gericht, dass diese Entlassung unrechtmäßig war.

### Roman
Im Herbst 2017 erschien ein Roman nach dem Vorbild des Falls Tanja Gräff. Allerdings geht die Erzählung über die reinen Fakten hinaus, und alle Namen sind geändert.

## Dokumentation
- Mord ohne Täter? – Der rätselhafte Tod der Tanja Gräff, WDR 2015[33]
- Beate Lehr-Metzger (unter dem Pseudonym Claire Sandberg): Tanja Gräff – Ein ungeklärter Fall, München 2023, ISBN 978-3-7579-1123-2 (spekulative Rekonstruktion aus Polizeiakten und eigenen Nachforschungen der Verfasserin, die daraus den Schluss zieht, dass es sich nicht um einen Unfalltod oder Suizid handeln könne)